# Aniela Dembowska
Aniela Maria z Chłędowskich Dembowska, (ur. 22 lipca 1824 w Warszawie lub 17 listopada 1824 r. we Lwowie, zm. 30 listopada 1901 w Andrzejowie) − publicystka, autorka tekstów o tematyce niepodległościowej.
Była córką Adama Tomasza Chłędowskiego.
W wieku 16 lat wyszła za mąż za Edwarda Dembowskiego, z którym miała trójkę dzieci.
Po śmierci, zgodnie z jej ostatnią wolą, została pochowana na wereszczyńskim cmentarzu, w zbitej z desek trumnie. Na mogile położono płytę z piaskowca z napisem:
Śp. z Chłędowskich Aniela Dembowska
żona kasztelanica Edwarda
wierna córka Ojczyzny
Żyła lat 77
Zmarła dnia 30 listopada 1901 roku”.
Staraniem społeczności lokalnej nagrobek został odrestaurowany w 2014 roku.

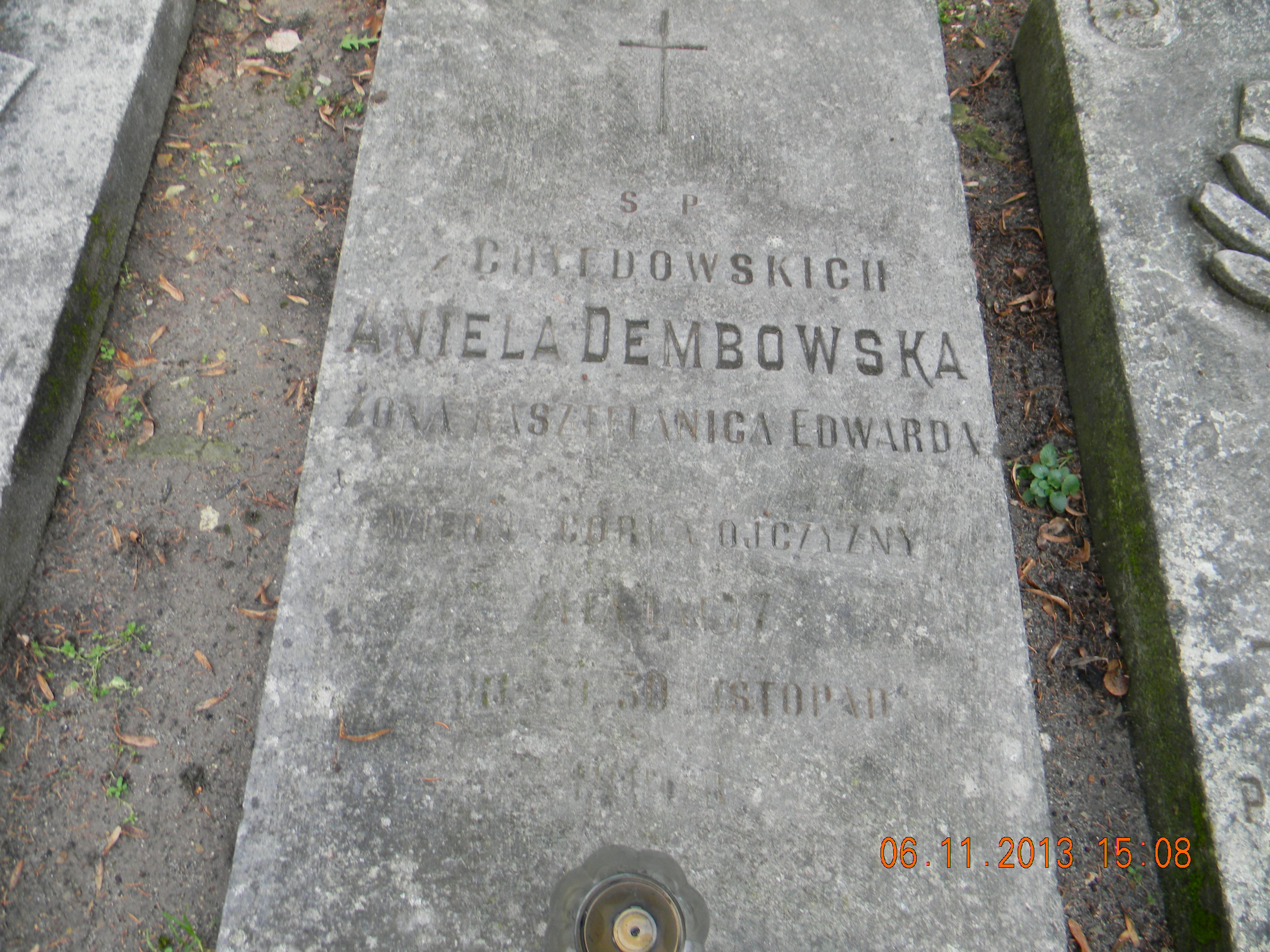
Nagrobek Anieli z Chłędowskich Dembowskiej pochowanej na Cmentarzu Parafialnym w Wereszczynie, gmina Urszulin

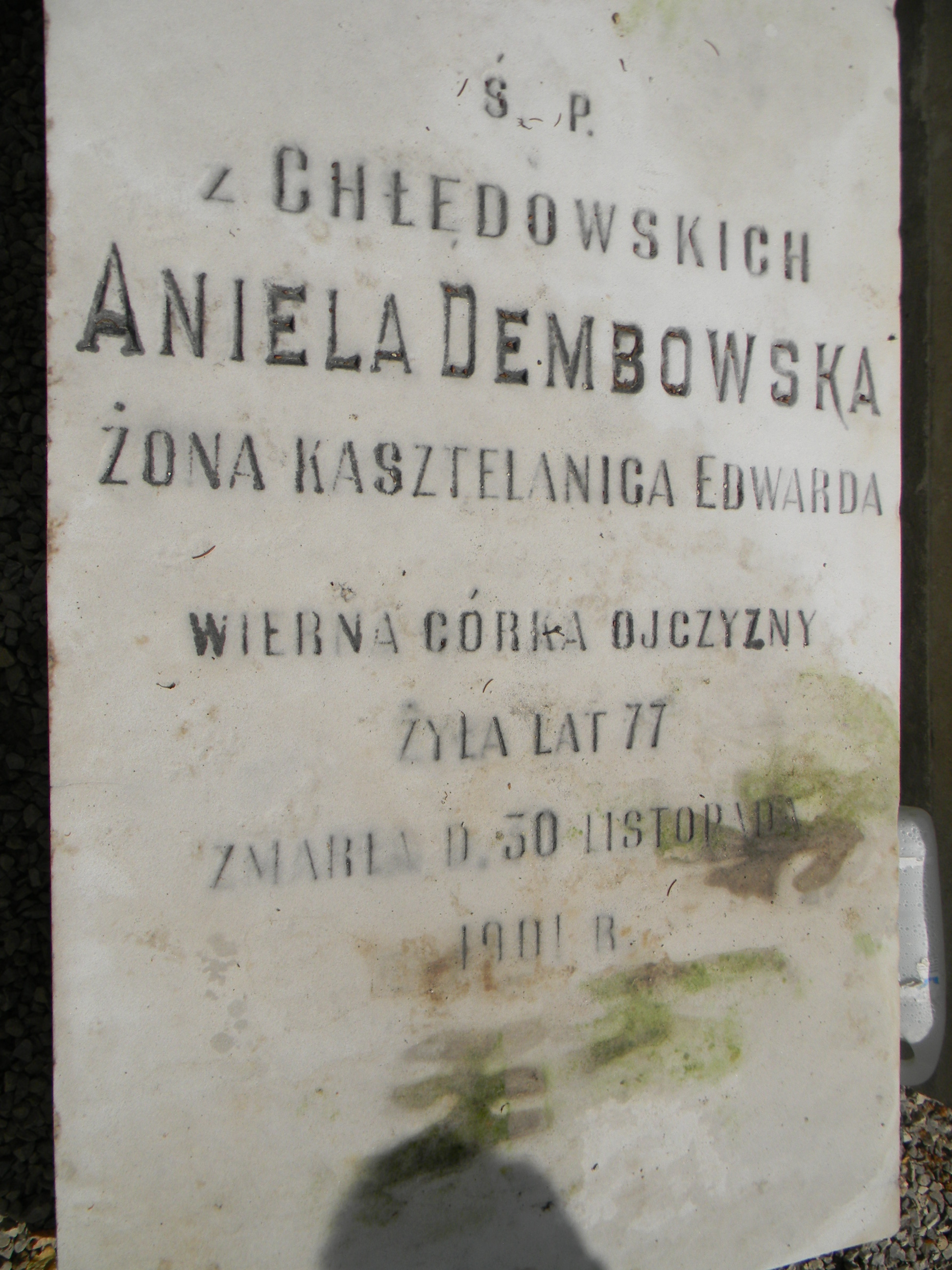
Odrestaurowany w 2014 roku nagrobek Anieli z Chłędowskich Dembowskiej